# Lijst van onroerend erfgoed in Willebroek
Een overzicht van het onroerend erfgoed in de gemeente Willebroek. Het onroerend erfgoed maakt deel uit van het cultureel erfgoed in België.

## Bouwkundig erfgoed
| Object                                                       | Erfgoedstatus?                | Bouwjaar of architect | Deelgemeente | Adres                                                         | Coördinaten                  | Nummer? | Afbeelding                                                   |
| ------------------------------------------------------------ | ----------------------------- | --------------------- | ------------ | ------------------------------------------------------------- | ---------------------------- | ------- | ------------------------------------------------------------ |
| Bedrijfsgebouwen van A.S.E.D.                                |                               |                       | Willebroek   | Appeldonkstraat 173                                           | 51° 4' 10" NB, 4° 20' 60" OL | 1713    | Bedrijfsgebouwen van A.S.E.D.                                |
| Burgerhuis in neorococostijl                                 |                               |                       | Willebroek   | August Van Landeghemstraat 35                                 | 51° 3' 42" NB, 4° 21' 37" OL | 1714    | Burgerhuis in neorococostijl                                 |
| Volkshuis                                                    |                               |                       | Willebroek   | August Van Landeghemstraat 47                                 | 51° 3' 43" NB, 4° 21' 38" OL | 1715    | Volkshuis                                                    |
| Winkelhuis                                                   |                               |                       | Willebroek   | August Van Landeghemstraat 49-51                              | 51° 3' 43" NB, 4° 21' 38" OL | 1716    | Winkelhuis                                                   |
| Stadswoning                                                  |                               |                       | Willebroek   | August Van Landeghemstraat 60                                 | 51° 3' 48" NB, 4° 21' 44" OL | 1717    | Stadswoning                                                  |
| Brouwerswoning ontworpen door Ernest Apers                   |                               |                       | Willebroek   | August Van Landeghemstraat 69                                 | 51° 3' 46" NB, 4° 21' 40" OL | 1719    | Brouwerswoning ontworpen door Ernest Apers                   |
| Winkelhuizen                                                 |                               |                       | Willebroek   | August Van Landeghemstraat 77, 81                             | 51° 3' 47" NB, 4° 21' 40" OL | 1720    | Winkelhuizen                                                 |
| Gemeentehuis van Willebroek                                  |                               |                       | Willebroek   | August Van Landeghemstraat 99                                 | 51° 3' 49" NB, 4° 21' 41" OL | 1722    | Gemeentehuis van Willebroek                                  |
| Parochiekerk Sint-Niklaas                                    | Monument                      |                       | Willebroek   | August Van Landeghemstraat 113                                | 51° 3' 52" NB, 4° 21' 42" OL | 1723    | Parochiekerk Sint-Niklaas                                    |
| Klooster Sancta Maria                                        |                               |                       | Willebroek   | August Van Landeghemstraat 115, 115A                          | 51° 3' 53" NB, 4° 21' 43" OL | 1724    | Klooster Sancta Maria                                        |
| Gekoppelde burgerhuizen                                      |                               |                       | Willebroek   | Boomsesteenweg 101-103                                        | 51° 4' 14" NB, 4° 21' 37" OL | 1726    | Gekoppelde burgerhuizen                                      |
| Architectenwoning P. Lejon                                   |                               |                       | Willebroek   | Boomsesteenweg 133                                            | 51° 4' 16" NB, 4° 21' 36" OL | 1727    | Architectenwoning P. Lejon                                   |
| Directeurswoning                                             |                               |                       | Willebroek   | Boomsesteenweg 111                                            | 51° 4' 19" NB, 4° 21' 37" OL | 1728    | Directeurswoning                                             |
| Monument van de Politieke gevangenen                         |                               |                       | Willebroek   | Brandstraat 57                                                | 51° 3' 27" NB, 4° 20' 31" OL | 1729    | Monument van de Politieke gevangenen                         |
| Fort van Breendonk                                           | Monument                      |                       | Willebroek   | Brandstraat                                                   | 51° 3' 27" NB, 4° 20' 31" OL | 1730    | Fort van Breendonk                                           |
| Hoeve met losstaande bestanddelen                            |                               |                       | Willebroek   | Breendonkstraat 287                                           | 51° 2' 37" NB, 4° 20' 15" OL | 1731    | Hoeve met losstaande bestanddelen                            |
| Vijf burgerhuizen                                            |                               |                       | Willebroek   | Dendermondsesteenweg 5-13                                     | 51° 3' 37" NB, 4° 21' 34" OL | 1733    | Vijf burgerhuizen                                            |
| Vrijstaand burgerhuis                                        |                               |                       | Willebroek   | Dendermondsesteenweg 79                                       | 51° 3' 35" NB, 4° 21' 19" OL | 1734    | Vrijstaand burgerhuis                                        |
| Parochiekerk Heilige Familie                                 |                               |                       | Willebroek   | Dendermondsesteenweg                                          | 51° 3' 35" NB, 4° 21' 13" OL | 1735    | Parochiekerk Heilige Familie                                 |
| Vrije Basisschool Don Bosco                                  |                               |                       | Willebroek   | Dendermondsesteenweg 91                                       | 51° 3' 34" NB, 4° 21' 10" OL | 1736    | Vrije Basisschool Don Bosco                                  |
| Eenheidsbebouwing in nieuwe zakelijkheid                     |                               |                       | Willebroek   | Dendermondsesteenweg 152-158                                  | 51° 3' 37" NB, 4° 21' 5" OL  | 1737    | Eenheidsbebouwing in nieuwe zakelijkheid                     |
| Gemeentelijke begraafplaats                                  | Monument: grafkapel De Naeyer |                       | Willebroek   | Dendermondsesteenweg                                          | 51° 3' 30" NB, 4° 20' 47" OL | 1738    | Gemeentelijke begraafplaats                                  |
| Hefbrug over het kanaal                                      | Monument                      |                       | Willebroek   | Dokter Persoonslaan                                           | 51° 3' 36" NB, 4° 21' 49" OL | 1740    | Hefbrug over het kanaal                                      |
| Dokterswoning                                                |                               |                       | Willebroek   | Dokter Persoonslaan 25                                        | 51° 3' 35" NB, 4° 21' 41" OL | 1741    | Dokterswoning                                                |
| Eenheidsbebouwing van burgerhuizen                           |                               |                       | Willebroek   | Emiel Vanderveldestraat 163-165                               | 51° 3' 44" NB, 4° 21' 6" OL  | 1743    | Eenheidsbebouwing van burgerhuizen                           |
| Kleuterschool Sancta Maria                                   |                               |                       | Willebroek   | Emiel Vanderveldestraat 169                                   | 51° 3' 44" NB, 4° 21' 4" OL  | 1744    | Kleuterschool Sancta Maria                                   |
| Kapel Sint-Jozef-Ambachtsman                                 |                               |                       | Willebroek   | Emmanuel Rollierstraat 50                                     | 51° 3' 24" NB, 4° 21' 52" OL | 1745    | Kapel Sint-Jozef-Ambachtsman                                 |
| Fabrieksgebouwen S.A. Denaeyer N.V.                          | Monument: watertoren          |                       | Willebroek   | Fabrieksstraat 13, Mechelsesteenweg 19                        | 51° 3' 39" NB, 4° 21' 55" OL | 1746    | Fabrieksgebouwen S.A. Denaeyer N.V.                          |
| Burgerhuis van 1929                                          |                               |                       | Willebroek   | Floridastraat 41                                              | 51° 3' 32" NB, 4° 21' 42" OL | 1747    | Burgerhuis van 1929                                          |
| Langgestrekte hoeve                                          |                               |                       | Willebroek   | Glooistraat 45                                                | 51° 3' 53" NB, 4° 20' 35" OL | 1749    | Langgestrekte hoeve                                          |
| Hoekhuis Het Gulden Vlies                                    |                               |                       | Willebroek   | Groene Laan 1                                                 | 51° 3' 39" NB, 4° 21' 47" OL | 1750    | Hoekhuis Het Gulden Vlies                                    |
| Eenheidsbebouwing                                            |                               |                       | Willebroek   | Groene Laan 21-25                                             | 51° 3' 44" NB, 4° 21' 48" OL | 1751    | Eenheidsbebouwing                                            |
| Burgerhuis                                                   |                               |                       | Willebroek   | Groene Laan 27                                                | 51° 3' 46" NB, 4° 21' 48" OL | 1752    | Burgerhuis                                                   |
| Complex in neoclassicistische stijl                          |                               |                       | Willebroek   | Groene Laan 30B                                               | 51° 3' 49" NB, 4° 21' 47" OL | 1753    | Complex in neoclassicistische stijl                          |
| Herenhuis                                                    |                               |                       | Willebroek   | Groene Laan 30A                                               | 51° 3' 50" NB, 4° 21' 47" OL | 1754    | Herenhuis                                                    |
| Villa                                                        |                               |                       | Willebroek   | Groene Laan 48                                                | 51° 3' 56" NB, 4° 21' 47" OL | 1755    | Villa                                                        |
| Spoorwegbrug De Meutte                                       |                               |                       | Willebroek   | Groene Laan                                                   | 51° 3' 58" NB, 4° 21' 51" OL | 1756    | Spoorwegbrug De Meutte                                       |
| Kasteel De Kraag                                             |                               |                       | Willebroek   | Groene Laan 59                                                | 51° 4' 2" NB, 4° 21' 51" OL  | 1757    | Kasteel De Kraag                                             |
| Arbeiderswoningen                                            |                               |                       | Willebroek   | Groene Laan 64-67, 70-72                                      | 51° 4' 5" NB, 4° 21' 51" OL  | 1758    | Arbeiderswoningen                                            |
| Villa Margaretha                                             |                               |                       | Willebroek   | Guido Gezellestraat 26                                        | 51° 3' 53" NB, 4° 21' 31" OL | 1759    | Villa Margaretha                                             |
| Stadswoning                                                  |                               |                       | Willebroek   | Guido Gezellestraat 47                                        | 51° 3' 53" NB, 4° 21' 30" OL | 1760    | Stadswoning                                                  |
| Arbeiderswoningen                                            |                               |                       | Willebroek   | Heindonksesteenweg 25-27, 31-41                               | 51° 3' 51" NB, 4° 21' 57" OL | 1761    | Arbeiderswoningen                                            |
| Groepsbebouwing van arbeiderswoningen                        |                               |                       | Willebroek   | Heindonksesteenweg 38-56, 60-72, 76-78, 82, 86-90, 94-98, 102 | 51° 3' 57" NB, 4° 22' 9" OL  | 1762    | Groepsbebouwing van arbeiderswoningen                        |
| Hoeve De Vleug                                               | Monument                      |                       | Willebroek   | Heindonksesteenweg 119                                        | 51° 4' 5" NB, 4° 22' 14" OL  | 1763    | Hoeve De Vleug                                               |
| Gemeentelijke Kleuterschool                                  |                               |                       | Willebroek   | Jozef Wautersstraat 90                                        | 51° 3' 44" NB, 4° 21' 8" OL  | 1765    | Gemeentelijke Kleuterschool                                  |
| Twee stadswoningen                                           |                               |                       | Willebroek   | Jozef Wautersstraat 113, 113B                                 | 51° 3' 42" NB, 4° 21' 11" OL | 1766    | Twee stadswoningen                                           |
| Notariswoning                                                |                               |                       | Willebroek   | Kerkstraat 1                                                  | 51° 3' 50" NB, 4° 21' 40" OL | 1767    | Notariswoning                                                |
| Sancta Mariaschool                                           |                               |                       | Willebroek   | Kerkstraat 2                                                  | 51° 3' 50" NB, 4° 21' 41" OL | 1768    | Sancta Mariaschool                                           |
| Gemeenteschool                                               |                               |                       | Willebroek   | Kerkstraat 2A, 6                                              | 51° 3' 53" NB, 4° 21' 36" OL | 1769    | Gemeenteschool                                               |
| Burgerhuis van 1910                                          |                               |                       | Willebroek   | Kerkstraat 20A                                                | 51° 3' 55" NB, 4° 21' 33" OL | 1770    | Burgerhuis van 1910                                          |
| Monument Louis De Naeyer                                     |                               |                       | Willebroek   | Mechelsesteenweg                                              | 51° 3' 32" NB, 4° 22' 2" OL  | 1773    | Monument Louis De Naeyer                                     |
| Burgerhuis                                                   |                               |                       | Willebroek   | Mechelsesteenweg 55                                           | 51° 3' 28" NB, 4° 22' 8" OL  | 1774    | Burgerhuis                                                   |
| Burgerhuis                                                   |                               |                       | Willebroek   | Mechelsesteenweg 76                                           | 51° 3' 31" NB, 4° 22' 1" OL  | 1775    | Burgerhuis                                                   |
| Laat-classicistisch burgerhuis                               |                               |                       | Willebroek   | Mechelsesteenweg 92                                           | 51° 3' 28" NB, 4° 22' 4" OL  | 1776    | Laat-classicistisch burgerhuis                               |
| Hoekhuis                                                     |                               |                       | Willebroek   | Mechelsesteenweg 94                                           | 51° 3' 27" NB, 4° 22' 4" OL  | 1777    | Hoekhuis                                                     |
| Winkelhuis                                                   |                               |                       | Willebroek   | Nieuwstraat 14                                                | 51° 3' 38" NB, 4° 21' 41" OL | 1778    | Winkelhuis                                                   |
| Winkel en werkplaats                                         |                               |                       | Willebroek   | Nieuwstraat 20                                                | 51° 3' 38" NB, 4° 21' 42" OL | 1779    | Winkel en werkplaats                                         |
| Kapsalon van 1935                                            |                               |                       | Willebroek   | Nieuwstraat 22                                                | 51° 3' 38" NB, 4° 21' 43" OL | 1780    | Kapsalon van 1935                                            |
| Burgerhuis                                                   |                               |                       | Willebroek   | Nieuwstraat 25                                                | 51° 3' 39" NB, 4° 21' 44" OL | 1781    | Burgerhuis                                                   |
| Hoekhuis                                                     |                               |                       | Willebroek   | Nieuwstraat 56                                                | 51° 3' 38" NB, 4° 21' 47" OL | 1783    | Hoekhuis                                                     |
| Arbeiderswoningen                                            |                               |                       | Willebroek   | Nonnenvijverstraat 14-20, 21-24, 25-31                        | 51° 3' 43" NB, 4° 21' 46" OL | 1784    | Arbeiderswoningen                                            |
| Het Kapelletje van den Bos                                   |                               |                       | Willebroek   | Oude Dendermondsestraat                                       | 51° 3' 32" NB, 4° 22' 1" OL  | 1785    | Het Kapelletje van den Bos                                   |
| Burgerhuizen en winkels                                      |                               |                       | Willebroek   | Oude Dendermondsestraat 12-18, 72                             | 51° 3' 21" NB, 4° 21' 32" OL | 1786    | Burgerhuizen en winkels                                      |
| Parochiekerk Heilig Kruis                                    |                               |                       | Willebroek   | Kapelstraat 8                                                 | 51° 3' 22" NB, 4° 21' 28" OL | 1787    | Upload foto                                                  |
| Dokterswoning                                                |                               |                       | Willebroek   | Spaarzaamheidsstraat 1B, 1G                                   | 51° 3' 34" NB, 4° 21' 54" OL | 1788    | Dokterswoning                                                |
| Station Willebroek                                           | Monument                      |                       | Willebroek   | Stationsplein 1                                               | 51° 3' 59" NB, 4° 21' 21" OL | 1789    | Station Willebroek                                           |
| Villa's                                                      |                               |                       | Willebroek   | Stationsplein 15, 34                                          | 51° 3' 57" NB, 4° 21' 17" OL | 1790    | Villa's                                                      |
| Villa                                                        |                               |                       | Willebroek   | Stationsplein 35                                              | 51° 3' 58" NB, 4° 21' 7" OL  | 1791    | Villa                                                        |
| Brouwerij Sint-Nikolaas met ast en mouterij                  |                               |                       | Willebroek   | Stationsstraat 1                                              | 51° 3' 46" NB, 4° 21' 38" OL | 1792    | Brouwerij Sint-Nikolaas met ast en mouterij                  |
| Twee burgerhuizen                                            |                               |                       | Willebroek   | Stationsstraat 52-54                                          | 51° 3' 50" NB, 4° 21' 36" OL | 1796    | Twee burgerhuizen                                            |
| Burgerhuis                                                   |                               |                       | Willebroek   | Stationsstraat 76                                             | 51° 3' 53" NB, 4° 21' 34" OL | 1797    | Burgerhuis                                                   |
| Schrijnwerkerij                                              |                               |                       | Willebroek   | Stationsstraat 136-138                                        | 51° 3' 58" NB, 4° 21' 25" OL | 1798    | Schrijnwerkerij                                              |
| Burgerhuis                                                   |                               |                       | Willebroek   | Tisseltsesteenweg 31                                          | 51° 3' 11" NB, 4° 21' 30" OL | 1799    | Burgerhuis                                                   |
| Burgerhuis                                                   |                               |                       | Willebroek   | Tisseltsesteenweg 62                                          | 51° 3' 15" NB, 4° 21' 26" OL | 1800    | Burgerhuis                                                   |
| Villa                                                        |                               |                       | Willebroek   | Tisseltsesteenweg 82                                          | 51° 3' 12" NB, 4° 21' 25" OL | 1801    | Villa                                                        |
| Villa Yvonne                                                 |                               |                       | Willebroek   | Tisseltsesteenweg 84                                          | 51° 3' 12" NB, 4° 21' 25" OL | 1802    | Villa Yvonne                                                 |
| Burgerhuis van 1933                                          |                               |                       | Willebroek   | Tisseltsesteenweg 102                                         | 51° 3' 9" NB, 4° 21' 27" OL  | 1803    | Burgerhuis van 1933                                          |
| Architectenwoning Hugo Lejon                                 |                               |                       | Willebroek   | Tisseltsesteenweg 104                                         | 51° 3' 9" NB, 4° 21' 27" OL  | 1804    | Architectenwoning Hugo Lejon                                 |
| Brouwerij De Ster                                            |                               |                       | Willebroek   | Torenstraat 4                                                 | 51° 3' 51" NB, 4° 21' 46" OL | 1805    | Brouwerij De Ster                                            |
| Architectenwoning J. Schaerlaken                             |                               |                       | Willebroek   | Westdijk 13                                                   | 51° 3' 33" NB, 4° 21' 46" OL | 1807    | Architectenwoning J. Schaerlaken                             |
| Villa Marguerite                                             |                               |                       | Willebroek   | Westdijk 35A, 35B                                             | 51° 3' 28" NB, 4° 21' 45" OL | 1808    | Villa Marguerite                                             |
| Eenheidsbebouwing van burgerhuizen                           |                               |                       | Willebroek   | Antwerpsesteenweg 6-8                                         | 51° 4' 52" NB, 4° 21' 57" OL | 1809    | Eenheidsbebouwing van burgerhuizen                           |
| Brouwershuis                                                 | dorpsgezicht                  |                       | Willebroek   | Hoofd 1                                                       | 51° 4' 54" NB, 4° 21' 57" OL | 1810    | Upload foto                                                  |
| Brouwerij Lamot                                              | Monument                      |                       | Willebroek   | Hoofd 1                                                       | 51° 4' 55" NB, 4° 21' 57" OL | 1811    | Brouwerij Lamot                                              |
| Neoclassicistisch burgerhuis                                 |                               |                       | Willebroek   | Oostvaartdijk 53                                              | 51° 4' 46" NB, 4° 22' 3" OL  | 1812    | Neoclassicistisch burgerhuis                                 |
| Sashuis                                                      | Monument                      |                       | Willebroek   | Sasplein 18                                                   | 51° 4' 52" NB, 4° 21' 59" OL | 1813    | Sashuis                                                      |
| Eenheidsbebouwing van burgerhuizen                           |                               |                       | Willebroek   | Volksstraat 38                                                | 51° 4' 49" NB, 4° 21' 51" OL | 1814    | Eenheidsbebouwing van burgerhuizen                           |
| Eenheidsbebouwing van burgerhuizen                           |                               |                       | Willebroek   | Volksstraat 40-44                                             | 51° 4' 49" NB, 4° 21' 51" OL | 1814    | Eenheidsbebouwing van burgerhuizen                           |
| Parochiekerk Onze-Lieve-Vrouw Onbevlekt Ontvangen            |                               |                       | Willebroek   | Volksstraat 55                                                | 51° 4' 49" NB, 4° 21' 56" OL | 1815    | Parochiekerk Onze-Lieve-Vrouw Onbevlekt Ontvangen            |
| Pastorie van de Onze-Lieve-Vrouw Onbevlekt Ontvangenparochie |                               |                       | Willebroek   | Volksstraat 57                                                | 51° 4' 49" NB, 4° 21' 55" OL | 1816    | Pastorie van de Onze-Lieve-Vrouw Onbevlekt Ontvangenparochie |
| Stadswoning                                                  |                               |                       | Willebroek   | Westvaartdijk 12                                              | 51° 4' 48" NB, 4° 21' 58" OL | 1817    | Stadswoning                                                  |
| Woonstalhuis Zuurbos                                         |                               |                       | Blaasveld    | Klaterstraat 35                                               | 51° 2' 35" NB, 4° 23' 17" OL | 1818    | Woonstalhuis Zuurbos                                         |
| Kapel Onze-Lieve-Vrouw Gedurige Bijstand                     | Monument                      |                       | Blaasveld    | Heihoek                                                       | 51° 2' 39" NB, 4° 23' 27" OL | 1819    | Upload foto                                                  |
| Langgestrekte hoeve Heivelden                                |                               |                       | Blaasveld    | Heihoek 3                                                     | 51° 2' 39" NB, 4° 23' 31" OL | 1820    | Langgestrekte hoeve Heivelden                                |
| Villa van 1938                                               |                               |                       | Blaasveld    | Kasteelstraat 7                                               | 51° 3' 21" NB, 4° 22' 41" OL | 1821    | Villa van 1938                                               |
| Kasteel Bel Air                                              |                               |                       | Blaasveld    | Mechelsesteenweg 102A                                         | 51° 3' 24" NB, 4° 22' 10" OL | 1822    | Kasteel Bel Air                                              |
| Gemeentehuis van Blaasveld                                   |                               |                       | Blaasveld    | Mechelsesteenweg 118                                          | 51° 3' 22" NB, 4° 22' 15" OL | 1823    | Gemeentehuis van Blaasveld                                   |
| Pastorie van de Sint-Amandusparochie                         |                               |                       | Blaasveld    | Mechelsesteenweg 120                                          | 51° 3' 22" NB, 4° 22' 15" OL | 1824    | Pastorie van de Sint-Amandusparochie                         |
| Villa                                                        |                               |                       | Blaasveld    | Mechelsesteenweg 178                                          | 51° 3' 15" NB, 4° 22' 18" OL | 1825    | Villa                                                        |
| Eclectische villa                                            |                               |                       | Blaasveld    | Mechelsesteenweg 182                                          | 51° 3' 14" NB, 4° 22' 17" OL | 1826    | Eclectische villa                                            |
| Kasteel Ten Berg                                             |                               |                       | Blaasveld    | Mechelsesteenweg 300-302                                      | 51° 2' 60" NB, 4° 22' 22" OL | 1827    | Kasteel Ten Berg                                             |
| Onze-Lieve-Vrouwekapel                                       |                               |                       | Blaasveld    | Mechelsesteenweg 302A                                         | 51° 2' 57" NB, 4° 22' 27" OL | 1828    | Onze-Lieve-Vrouwekapel                                       |
| Molenhuis en jeneverstokerij Hof van Breedam                 |                               |                       | Blaasveld    | Mechelsesteenweg 392                                          | 51° 2' 47" NB, 4° 22' 56" OL | 1829    | Molenhuis en jeneverstokerij Hof van Breedam                 |
| Parochiekerk Sint-Amandus                                    |                               |                       | Blaasveld    | Mechelsesteenweg 129                                          | 51° 3' 23" NB, 4° 22' 20" OL | 1830    | Parochiekerk Sint-Amandus                                    |
| Gemeentehuis van Heindonk                                    | Monument                      |                       | Heindonk     | Dorpsplein 1                                                  | 51° 4' 1" NB, 4° 24' 24" OL  | 1831    | Gemeentehuis van Heindonk                                    |
| Pastorie van de Sint-Jan-Baptist en Sint-Amandusparochie     |                               |                       | Heindonk     | Dorpsplein 2                                                  | 51° 3' 60" NB, 4° 24' 25" OL | 1832    | Pastorie van de Sint-Jan-Baptist en Sint-Amandusparochie     |
| Parochiekerk Sint-Jan-Baptist en Sint-Amandus                |                               |                       | Heindonk     | Dorpsplein                                                    | 51° 3' 60" NB, 4° 24' 26" OL | 1833    | Parochiekerk Sint-Jan-Baptist en Sint-Amandus                |
| Villa                                                        |                               |                       | Heindonk     | Dorpsplein 3                                                  | 51° 3' 59" NB, 4° 24' 25" OL | 1834    | Villa                                                        |
| School en onderwijzerswoning                                 |                               |                       | Heindonk     | Edmond Verheydenstraat 16                                     | 51° 4' 7" NB, 4° 24' 25" OL  | 1835    | School en onderwijzerswoning                                 |
| Hoeve 't Vossekot                                            |                               |                       | Heindonk     | Kleine Bergen 4                                               | 51° 3' 60" NB, 4° 24' 40" OL | 1836    | Hoeve 't Vossekot                                            |
| Huize Sparrebos                                              |                               |                       | Heindonk     | Kleine Bergen 3                                               | 51° 4' 9" NB, 4° 24' 42" OL  | 1837    | Huize Sparrebos                                              |
| Hoeve                                                        |                               |                       | Heindonk     | Kleine Bergen 8                                               | 51° 4' 10" NB, 4° 24' 50" OL | 1838    | Hoeve                                                        |
| Hoeve 't Prinsenhof                                          |                               |                       | Heindonk     | Kleine Bergen 14                                              | 51° 4' 14" NB, 4° 24' 59" OL | 1839    | Hoeve 't Prinsenhof                                          |
| Kasteel De Bocht                                             |                               |                       | Heindonk     | Grote Bergen 52                                               | 51° 4' 33" NB, 4° 23' 35" OL | 1840    | Kasteel De Bocht                                             |
| Pastorie van de Sint-Jan-De-Doperparochie                    |                               |                       | Tisselt      | Baeckelmansstraat 1                                           | 51° 2' 5" NB, 4° 21' 25" OL  | 1841    | Pastorie van de Sint-Jan-De-Doperparochie                    |
| Drie dorpswoningen                                           |                               |                       | Tisselt      | Baeckelmansstraat 29-31, 39                                   | 51° 2' 7" NB, 4° 21' 18" OL  | 1842    | Drie dorpswoningen                                           |
| Melkerij Sint-Jan                                            | dorpsgezicht                  |                       | Tisselt      | Baeckelmansstraat 60                                          | 51° 2' 8" NB, 4° 21' 11" OL  | 1843    | Melkerij Sint-Jan                                            |
| Tegelfabriek Emmanuel Rottiers                               | Monument                      |                       | Tisselt      | Baeckelmansstraat 64-66                                       | 51° 2' 8" NB, 4° 21' 10" OL  | 1844    | Tegelfabriek Emmanuel Rottiers                               |
| Parochiehuis                                                 |                               |                       | Tisselt      | Beekstraat 29                                                 | 51° 1' 57" NB, 4° 21' 18" OL | 1845    | Parochiehuis                                                 |
| Langgestrekte hoeve                                          |                               |                       | Tisselt      | Beekstraat 131                                                | 51° 1' 46" NB, 4° 20' 47" OL | 1848    | Langgestrekte hoeve                                          |
| Reeks arbeiderswoningen                                      |                               |                       | Tisselt      | Blaasveldstraat 79-85                                         | 51° 2' 9" NB, 4° 21' 48" OL  | 1850    | Reeks arbeiderswoningen                                      |
| Kapel Ave Maria                                              |                               |                       | Tisselt      | Blaasveldstraat 121A                                          | 51° 2' 14" NB, 4° 22' 2" OL  | 1851    | Kapel Ave Maria                                              |
| Landhuis Hof van Baeckelmans                                 |                               |                       | Tisselt      | Brielen 41-43                                                 | 51° 1' 55" NB, 4° 21' 32" OL | 1852    | Landhuis Hof van Baeckelmans                                 |
| Burgerhuis                                                   |                               |                       | Tisselt      | Hoogstraat 25                                                 | 51° 1' 59" NB, 4° 21' 35" OL | 1853    | Burgerhuis                                                   |
| Kapel                                                        |                               |                       | Tisselt      | Hoogstraat                                                    | 51° 1' 49" NB, 4° 21' 51" OL | 1855    | Kapel                                                        |
| Landhuis                                                     |                               |                       | Tisselt      | Jozef De Blockstraat 104-106                                  | 51° 2' 40" NB, 4° 21' 32" OL | 1856    | Landhuis                                                     |
| Parochiekerk Sint-Jan-de-Doper                               |                               |                       | Tisselt      | Blaasveldstraat 1                                             | 51° 2' 2" NB, 4° 21' 33" OL  | 1857    | Upload foto                                                  |
| Kapel Onze-Lieve-Vrouw 't Hofland                            |                               |                       | Tisselt      | Moerstraat                                                    | 51° 1' 47" NB, 4° 22' 44" OL | 1858    | Kapel Onze-Lieve-Vrouw 't Hofland                            |
| Hoeve Spaans Kasteel                                         |                               |                       | Tisselt      | Peeterstraat 43                                               | 51° 1' 53" NB, 4° 19' 51" OL | 1859    | Hoeve Spaans Kasteel                                         |
| Domein Blaasveld: Sint-Franciscus-Xaveriuskapel              | Monument                      |                       | Blaasveld    | Broekstraat                                                   | 51° 3' 17" NB, 4° 23' 15" OL | 200797  | Domein Blaasveld: Sint-Franciscus-Xaveriuskapel              |
| Oorlogsmonument Blaasveld                                    |                               |                       | Blaasveld    | Mechelsesteenweg                                              |                              | 216049  | Upload foto                                                  |
| Duitse mitrailleurspost                                      | Monument                      |                       | Tisselt      | Brandstraat                                                   |                              | 305280  | Duitse mitrailleurspost                                      |
| Duitse bunker                                                | Monument                      |                       | Tisselt      | Brandstraat                                                   |                              | 305281  | Duitse bunker                                                |
| Duitse observatiepost                                        | Monument                      |                       | Willebroek   | Brandstraat                                                   |                              | 305282  | Duitse observatiepost                                        |
| Duitse bunker                                                |                               |                       | Willebroek   | Gezondheidsstraat 43                                          |                              | 305283  | Duitse bunker                                                |
| Duitse geschutsbunker                                        | Monument                      |                       | Blaasveld    | Molenweg                                                      |                              | 305284  | Duitse geschutsbunker                                        |
| Duitse artillerieobservatiepost                              | Monument                      |                       | Blaasveld    | Molenweg                                                      |                              | 305285  | Duitse artillerieobservatiepost                              |
| Duitse geschutsbunker                                        | Monument                      |                       | Blaasveld    | Molenweg                                                      |                              | 305286  | Duitse geschutsbunker                                        |
| Duitse observatiepost                                        | Monument                      |                       | Blaasveld    | Molenweg                                                      |                              | 305287  | Duitse observatiepost                                        |
| Duitse bunker                                                | Monument                      |                       | Blaasveld    | Mechelsesteenweg                                              |                              | 305288  | Duitse bunker                                                |
| Duitse bunker                                                |                               |                       | Blaasveld    | Kanunnik Arthur Boonstraat                                    |                              | 305289  | Duitse bunker                                                |